# Pterolophia diversefasciculata
Pterolophia diversefasciculata là một loài bọ cánh cứng trong họ Cerambycidae.